# Lac Parry
Der Lac Parry ist ein See auf der Ungava-Halbinsel im Norden der kanadischen Provinz Québec.
Der Lac Parry befindet sich 50 km nordwestlich des Lac Payne. Der See hat eine Länge von 20 km und eine maximale Breite von 3,7 km. Er wird nach Norden zum Lac Couture entwässert.
Der See wurde nach dem englischen Polarforscher Sir William Edward Parry (1790–1855) benannt.